# Milla Baldo Ceolin
Massimilla Baldo Ceolin, detta Milla (Legnago, 12 agosto 1924 – Padova, 25 novembre 2011), è stata una fisica italiana.

## Biografia
Si è laureata nel 1952 all'Università degli Studi di Padova; ordinaria di Fisica superiore dal 1963 e prima donna a ricoprire una cattedra nella stessa Università nella quale si laureò.
La sua ricerca si è concentrata su particelle elementari e interazioni deboli; tra le sue scoperte quella che i mesoni K sono una miscela quantomeccanica di particelle a vita media e massa differenti. Dal 1965 al 1968 è stata direttrice dell'Istituto Nazionale di Fisica Nucleare (INFN) di Padova e nel 1973 ha diretto per cinque anni l'Istituto di Fisica "Galileo Galilei".
Ha lavorato alle macchine acceleratrici del CERN e anche negli Stati Uniti, in Russia e in Francia.
Il 21 maggio 2008 è diventata socio dell'Accademia delle scienze di Torino.
Nel febbraio 2016 l'Università degli Studi di Padova ha bandito un concorso a lei intitolato per l'assegnazione di un premio a donne che lavorano all'interno dell'Ateneo che si distingueranno per eccellenza e innovazione nella ricerca scientifica.
Nel 2019 l'Università degli Studi di Padova e Carthusia Edizioni hanno pubblicato un volume su di lei, nell'ambito delle celebrazioni per l'Ottocentenario dell'Ateneo.

## Onorificenze e premi
Premio Feltrinelli per la Fisica e la Chimica, 1976
Premio della Società Italiana della Fisica, 1984
Premio della Società Italiana della Fisica, 1997